# Balsa de Ves
Balsa de Ves és un municipi de la província d'Albacete, que es troba a 77 km de la capital de la província. El 2005 tenia 226 habitants, segons dades de l'INE: 108 dones i 118 homes. Inclou les pedanies de Cantoblanco, La Pared i El Viso.